# Nordre Røse Fyr
Nordre Røse Fyr ist ein Leuchtturm am nördlichen Ende des Drogden-Sundes zwischen Amager und der Insel Saltholm im Öresund.
Das Leuchtfeuer wurde 1877 als Dänemarks erster feststehender Leuchtturm im offenen Fahrwasser errichtet. Die Unterkonstruktion und das fünf Meter hohe ellipsenförmige Fundament (über der Wasseroberfläche) sowie der runde Turm wurden aus Granit errichtet. 
Die aufwändige Konstruktion erwies sich bei starkem Eisgang im Öresund als nicht stabil genug. Deshalb war in den Jahren 1892–1893 eine Reparatur und umfassende Verstärkung des Unterbaus notwendig geworden.
Der Unterbau beherbergte auch Aufenthaltsräume für das Leuchtturmpersonal und einen Maschinenraum.
Ursprünglich hatte das Leuchtfeuer einen festen Linsenapparat mit rotierenden Linsenfächern mit einem Wechsel zwischen weiß und rot. Dies wurde 1906 geändert und das Leuchtfeuer umgebaut zu einem Winkelfeuer mit neuer Laterne und festem Linsenapparat. Die Laterne wurde jetzt mit Acetylengas betrieben. Das Gas wurde auf dem Leuchtturm selbst hergestellt. Durch diese Änderungen wurden die Leuchtfeuer Dragør Forfyr (Dragør Unterfeuer) und Dragør Bagfyr (Dragør Oberfeuer) überflüssig und aufgegeben.
1926 wurde das Leuchtfeuer elektrifiziert.
Lange Zeit wurde der Leuchtturm Nordre Røse Fyr dauerhaft von drei Männern bedient. Heute wird das Leuchtfeuer vom Drogden Fyr aus ferngesteuert.